# Синдром Да Коста
Синдром Да Коста (англ. Da Costa's syndrome) — синдром із симптомами схожими зі серцево-судинними захворюваннями: хворий відчуває болі у серці, які не пов'язані з органічними порушеннями, і його охоплює страх смерті від зупинки серця чи інфаркту. Причинами, як правило, слугують актуальні життєві конфлікти, пригнічувана агресія тощо. Може слугувати побічною ознакою ендогенної депресії. При цьому фізіологічні засоби діагностики (як-то ЕКГ) не визначають жодних відхилень, через що синдром Да Коста віднесено до психосоматичних захворювань. Названий за іменем Джейкоба Да Коста, який досліджував і описав подібний розлад у вояк під час громадянської війни у США.

## Історія
Описаний у лютому 1863 року Альфредом Стіллом, за чотири місяці викладений у доповіді щодо спостереження солдатів американської війни (1861—1865). Синдром було інтерпретовано як прояв тривалої перенапруги, дефіциту відпочинку, поганого харчування, нестачі сну і названо «м'язовим виснаженням серця». Стілл припускав, що розлад було викликано міжреберною невралгією внаслідок обмеження екскурсії грудної клітини й, відповідно, діяльності серця від здавлення лямками важких рюкзаків з амуніцією. З подібною думкою погоджувалися і британські медики: виникнення симптомів пояснювалось фізичним стомленням від ваги речмішків, вага яких часом перевищувала 60 кг, і компресією грудної клітки ременями рюкзаків, що порушувало гемодинаміку. Попри попередні публікації, найбільшу популярність з опису подібного синдрому отримала праця лікаря з Філадельфії Да Кости, статтю якого було надруковано у січні 1871 року в «American Journal of Medical Sciences».